# Hodogaya-juku
Hodogaya-juku (jap. 程ヶ谷宿 Hodogaya-juku; także pisownia 保土ヶ谷宿) – czwarta z 53 stacji szlaku Tōkaidō, położona obecnie w dzielnicy Hodogaya w Jokohamie.

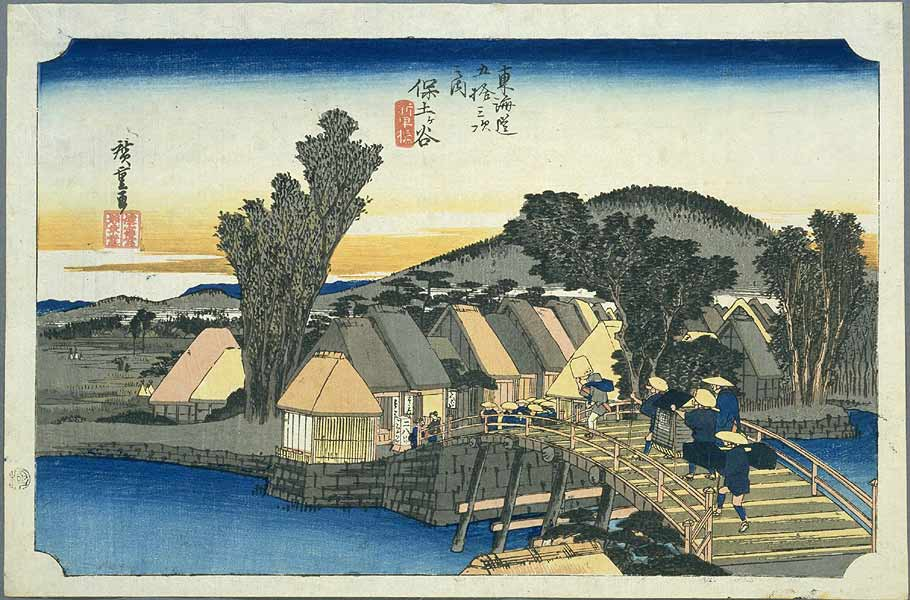
Stacja w latach 30. XIX wieku, Hiroshige Andō

Hodogaya została założona w 1601 jako położona najbardziej na zachód shukuba prowincji Musashi.
Stoi tu kamienny pomnik Buddy dla turystów pragnących modlitwy podczas podróży.